# Zwitserse Grondwet

Vlag van Zwitserland.

De huidige versie van de Zwitserse Grondwet (Duits: Bundesverfassung der Schweizerischen Eidgenossenschaft; Frans: Constitution fédérale de la Confédération suisse; Italiaans: Costituzione federale della Confederazione Svizzera; Reto-Romaans: Constituziun federala da la Confederaziun svizra) bestaat sinds 18 april 1999. Ze bestaat uit 197 artikelen.
De eerste versie van de Zwitserse Grondwet dateert van 12 september 1848 en betekende de oprichting van het moderne Zwitserland.

## Opdeling
De Grondwet is opgedeeld in 6 hoofdstukken:
- algemene bepalingen
- grondrechten, burgerrechten en sociale doelen
- bond, kantons en gemeentes
- volk en kanton
- bondsinstanties
- revisie van de grondwet en overgangsbepalingen

## Geschiedenis van de grondwet
Tot 1848 was Zwitserland een confederatie van staten (statenbond), dat wil zeggen dat de staten door verdragen aan elkaar zijn verbonden. Er bestond dan ook geen grondwet. Gedurende de periode van 1798 tot 1803 tijdens de Helvetische Republiek (een Franse bezetting) bestond er een grondwet, die echter niet werd waargenomen door de Zwitsers. Deze grondwet verdween en werd vervangen door de mediationsakte, die tot 1813 dienstdeed. De wens naar een sterkere verbinding tussen de afzonderlijke staatjes groeide, zodat, na de Sonderbund, in 1848 een federatie werd gevormd met een bijbehorende grondwet. Na een referendum in de verschillende kantons werd de grondwet geldig op 12 september 1848. De eerste grondwet bestond uit 3 gedeelten, die de verhouding van de bond tot de kantons bepaalde, het vrije transport van personen, goederen en service en het bepaalde het parlement en de uitvoerende macht (Bondsraad) naar voorbeeld van het Amerikaans Congres.
Vanaf 1874 werd de grondwet totaal gereviseerd, en werd geldig op 29 mei 1874. De grootste veranderingen waren te vinden in vergroting van de macht van de bond met betrekking tot het leger, de munteenheid en commerciële en industriële wetgeving. Het facultatieve referendum werd tevens ingevoerd.
Tot einde 1976 werd deze grondwet nog aanzienlijk veranderd met 88 omgezette amendementen, waarvan 7 door een volksinitiatief; in diezelfde periode werden 83 amendementen verworpen, waaronder een voorstel om Zwitserland in een autoritaire staat te veranderen.
Van 1977 tot 1983 werden nogmaals 16 deelrevisies doorgevoerd (en 21 verworpen). Van 1983 tot 1999 kwamen daar nog eens 44 deelrevisies bij.
De meeste amendementen leiden tot toename van de macht en verantwoordelijkheden van de bond.
Een totaalrevisie werd doorgevoerd vanaf 1985 en werd ingevoerd op 18 april 1999, dit is de huidige grondwet.

## Eerste artikelen, algemene bepalingen
In het eerste artikel wordt het Zwitserse eedgenootschap gedefinieerd: het volk van Zwitserland en de kantons Zürich, Bern, Luzern, Uri, Schwyz, Obwalden en Nidwalden, Glarus, Zug, Fribourg, Solothurn, Bazel-Stad en Bazel-Landschap, Schaffhausen, Appenzell Ausserrhoden en Appenzell Innerrhoden, Sankt Gallen, Graubünden, Aargau, Thurgau, Ticino, Vaud, Wallis, Neuchâtel, Genève en Jura vormen het Zwitserse Eedgenootschap.
In het tweede artikel wordt het doel van de confederatie bekendgemaakt:
1. Het Zwitserse Eedgenootschap beschermt de vrijheid en de rechten van het volk en zorgt voor de onafhankelijkheid en de zekerheid van het land.
2. Ze stimuleert de gezamenlijke welvaart, de duurzame ontwikkeling, de interne samenhorigheid en de culturele veelvoud van het land.
3. Ze zorgt voor een grootst mogelijke kansgelijkheid voor de burgers.
4. Ze zet zich in voor voortdurend behoud van de natuurlijke levensvoorwaarde en voor een vredige en gerechte internationale orde.

De volgende artikelen regelen de verhouding van de bond ten aanzien van de kantons in het land; de officiële talen in het land (Duits, Frans, Italiaans en Reto-Romaans); de principes voor het handelen van de rechtstaat, waarbij in een subartikel speciaal aan de beslissingsautoriteit op de laagst mogelijk niveau wordt gewijd (bottom-up benadering); en de individuele en gemeenschappelijk verantwoording van eenieder.

## Hoofdstuk 6: De revisie van de grondwet
In de grondwet zelf wordt geregeld hoe de grondwet kan worden veranderd. De verandering wordt dan in detail geregeld in twee afzonderlijke wetten; de eerste is een wet over de parlementaire procedure, daterend uit 1962; de tweede is een wet over de politieke rechten van de burgers en stamt uit 1976.
In de politiek kan het initiatief voor een grondwetswijziging worden genomen door het Zwitserse parlement (regeringsraad en kantonsraad) of door de bondsregering. Ook de burger heeft het recht een initiatief ter grondwetswijziging in te dienen indien hij 100.000 geldige handtekeningen kan presenteren die dat initiatief ondersteunen.
Hoe de procedure ook loopt, een grondwetswijziging moet verplicht in een volksraadpleging worden bevestigd of worden afgekeurd; hierbij geldt dat zowel de meerderheid van de burgers als ook de meerderheid van de kantons dit moeten bevestigen.
Er wordt verschil gemaakt tussen een partiële revisie en een totale revisie van de grondwet. Indien een totale revisie wordt verlangd en het volk bevestigt dit in een raadpleging, dan worden beide kamers van het parlement ontbonden. Dit is nog nooit voorgekomen, hoewel in 1935 inderdaad een totale revisie werd verlangd, waarna vervolgens het volk in een raadpleging daartegen was.
Indien een initiatief uit het volk komt, dan moet de tekst ongewijzigd voor het volk komen. Het parlement heeft echter het recht een tegenformulering of tegenvoorstel te maken en dat ook in de raadpleging mee te laten stemmen. Tot 1988 mocht het volk slechts voor een van beide voorstellen stemmen en tegen de andere, of tegen beide voorstellen. Sinds 1988 geldt de mogelijkheid om voor beide voorstellen te stemmen, maar kan dan in een extra voorstel aangeven welke van beide voorstellen dient te worden omgezet indien beide worden aangenomen.